# Latkova vas
Latkova vas is een plaats in Slovenië en maakt deel uit van de gemeente Prebold in de NUTS-3-regio Savinjska. De plaats telde 1.028 inwoners op 1 januari 2020.